# Jackson Rathbone
Monroe Jackson Rathbone V (Singapur; 14 de diciembre de 1984), más conocido como Jackson Rathbone, es un actor y músico estadounidense nacido en Singapur, conocido principalmente por su papel de Jasper Hale en la adaptación cinematográfica de la saga Crepúsculo escrita por Stephenie Meyer y por interpretar el personaje de Sokka en The Last Airbender.

## Biografía
Rathbone, hijo de Randee Lynn (de soltera Brauner) y Monroe Jackson Rathbone IV, nació en Singapur el día 14 de diciembre de 1984. Debido al trabajo de su padre para la petrolera Mobil ha vivido en lugares que van desde Indonesia hasta Midland, Texas. Tiene tres hermanas: dos mayores (Ryann y Kelly) y una menor (Brittney). Su hermana Kelly es un artista de la cerámica de renombre internacional y escultora. Su bisabuelo, Monroe Jackson Rathbone II, era el presidente de la Standard Oil de Nueva Jersey, que más tarde se convirtió en Exxon. Jackson es descendiente de Thomas Jonathan "Stonewall" Jackson, general confederado de Virginia Occidental.
Se inició en el teatro local de Midland, Texas con el programa de jóvenes actores "The Pickwick Players", en un principio para hacer teatro musical. Rathbone asistió a la Interlochen Arts Academy, una escuela privada para las artes en Míchigan, donde se especializó en la actuación. Después de graduarse, había planeado ir a la Royal Scottish Academy of Music and Drama, pero en su lugar se dirigió a Los Ángeles para experimentar con el cine de acción.

## Carrera
Después de estar en Los Ángeles por un corto tiempo, asistió a varias audiciones y consiguió un contrato en Disney Channel. Rathbone fue lanzado en Disney 411, donde se entrevistó con personalidades como Hilary Duff y el dúo de hermanas Aly & AJ integrado por Alyson Michalka y Amanda Michalka. Obtuvo también papeles como actor invitado en Close to Home y en The O.C. donde actuó junto a quienes serían sus compañeros en la saga Crepúsculo, Nikki Reed y Cam Gigandet quienes poseían papeles protagonista en el episodio El trabajo pesado.
Sus papeles de cine incluyen Molding Clay, Pray for Morning, y Travis and Henry. En el año 2005, interpretó el papel de Nicholas Fiske en la serie de ABC Family's original, Beautiful People. En una entrevista en 2008, Rathbone declaró que el papel en esa serie fue su primer protagónico y fue su papel más difícil de interpretar.
En 2008 interpretó a Jasper Hale en la película Crepúsculo, basada en el best-seller homónimo de Stephenie Meyer. Jackson repitió su papel en las secuelas de Crepúsculo: New Moon, Eclipse y Breaking Dawn. En el año 2009, Rathbone interpretó a Jeremy S. Darko en la secuela de Donnie Darko, S. Darko. Además de ese papel, ganó elogios por su interpretación de un asesino en la serie en Mentes criminales.
En 2010 interpretó el papel de Sokka en el filme The Last Airbender, basada en la serie animada. The Last Airbender causó mucha controversia debido al elenco de actores blancos elegidos, como Rathbone, para interpretar a personajes que algunos fanes sentían tenían que ser representados por asiáticos o inuit. En marzo del mismo año, se informó que Rathbone protagonizaría un drama independiente, Truckstop. En este drama interpretó el papel de Carlos, un hombre con parálisis cerebral que se encarga de su padre moribundo, mientras trabajaba con camioneros, donde se hace amigo de una joven prostituta con problemas (Jennifer Lawrence). Rathbone apareció en un episodio de No Ordinary Family el 9 de noviembre de 2010. En el mismo mes se informó de que había sido elegido para protagonizar la wedserie de acción de Warner Premiere y Entretenimiento Dolphin Aim High junto con Aimee Teegarden. En la serie interpreta a Nick Green, un adolescente que lleva una doble vida. Se estrenó el 18 de octubre de 2011 en Facebook siendo la primera "serie social" que jamás se haya creado.
En mayo de 2011, Rathbone comenzó a filmar Live at The Foxes Den, una película en la que interpreta el papel principal de un abogado llamado Bobby Kelly. La película fue dirigida por Michael Kristoff y tuvo su estreno en diciembre de 2013.
A mediados del año 2013 se anunció la participación de Rathbone en City of Dead Men junto a Diego Boneta. La película fue dirigida por Kirk Sullivan y fue grabada en Antioquia, Colombia en 2013.

## 100 Monkeys

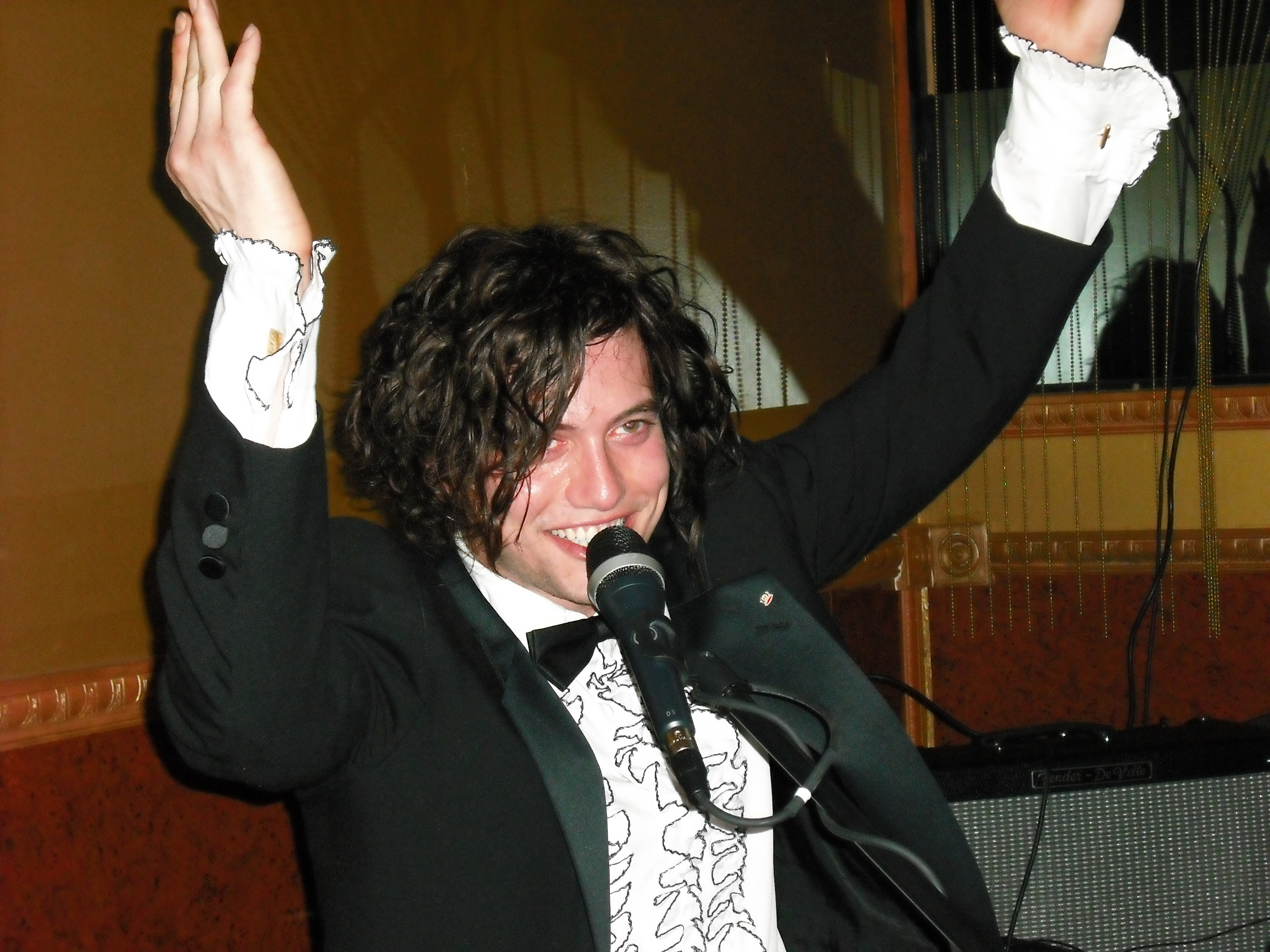
Rathbone en un concierto de su banda 100 Monkeys

Perteneció a la banda llamada 100 Monkeys junto con dos amigos con quienes se reunió en la escuela secundaria, Academia de Artes Interlochen, Ben Graupner y Ben Johnson, así como amigos cercanos Jerad Anderson y M. Lawrence Abrams ("tío Larry"). La banda editó tres álbumes en 2009. En mayo del mismo año, tocó con su banda en la recepción de apertura para la exposición de arte a su hermana de Kelly en Dallas. En diciembre de 2009, 100 Monkeys inició una gira por cien ciudades que los llevó a casi todos los estados de los EE. UU a mediados de 2010. La banda continuó de gira en 2011 para coincidir con el lanzamiento de su nuevo álbum, Liquid Zoo, lanzado en junio. La banda partió al extranjero para sus primeras citas internacionales en el invierno de 2011.
En colaboración con un fotógrafo de Dallas, Phoenix Taylor, 100 Monkeys aparece en un libro diario de fotos en el TwiCon de 2009.
A comienzos del año 2012, Jackson Rathbone y Jerad Anderson, dejaron de ser miembros activos de su banda debido a la demanda de sus vidas personales y carreras profesionales.

## Filantropía
Rathbone es un miembro honorario de Little Kids Rock, una organización nacional no lucrativa que trabaja para restaurar y revitalizar la educación musical en las escuelas públicas estadounidenses desfavorecidas. Jackson ha mostrado su apoyo a la organización de varias maneras, incluyendo la donación de un guion de la Crepúsculo firmado para la subasta, visitas a un aula Little Kids Rock, y la entrega de los instrumentos a los estudiantes.

## Vida personal

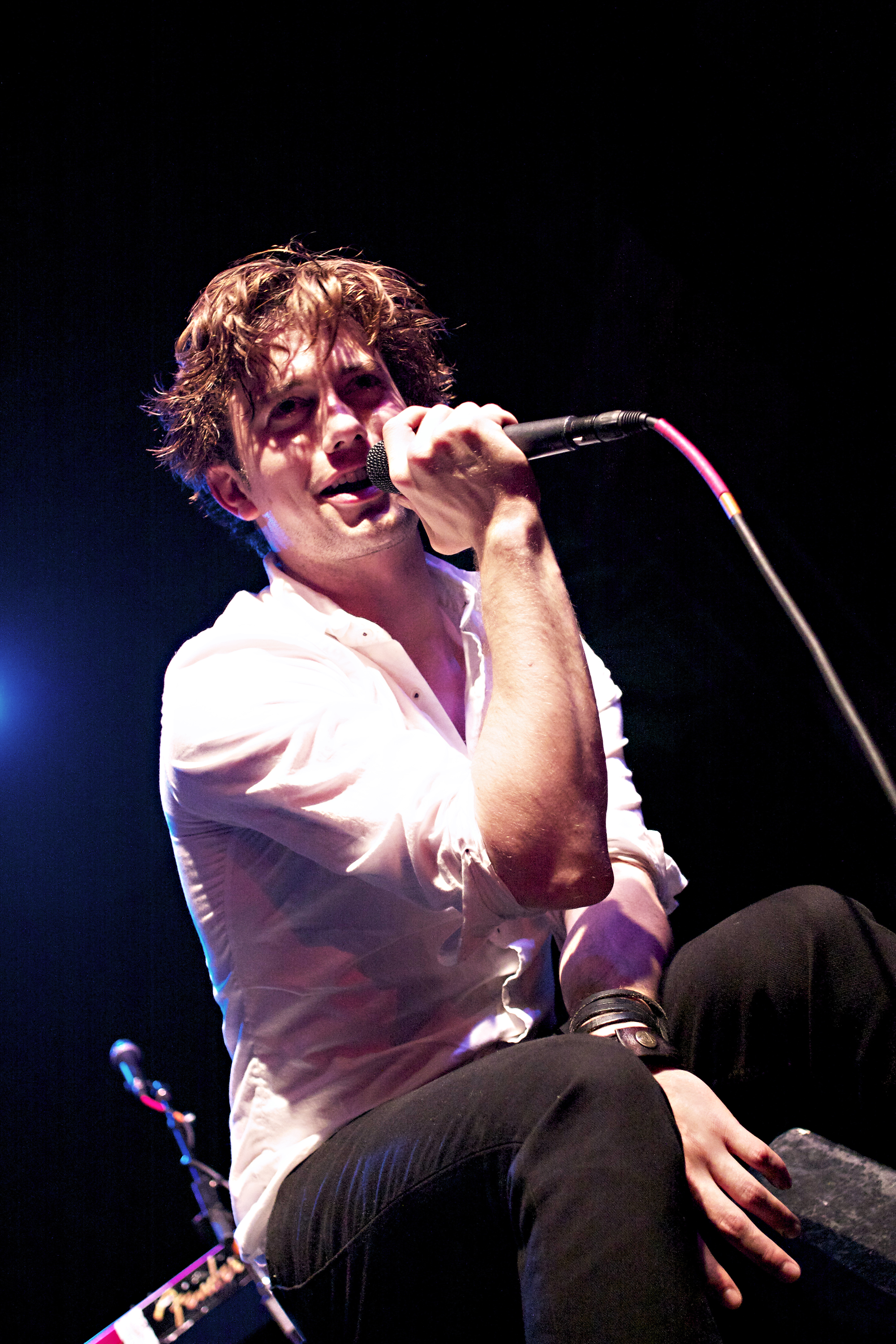
Jackson Rathbone interpretando una canción de improvisación con la banda 100 Monkeys en Indianápolis, IN, en la gira Liquid Zoo.

Rathbone reside en Los Ángeles. Disfruta de la música (toca la guitarra y otros instrumentos musicales como la armónica), escribir, cantar y producir. 
Rathbone tiene una compañía de producción, PatchMo Entertainment, y una compañía de discos, Happy Jack Records.
Jackson Rathbone conoció a Sheila Hafsadi, bailarina de burlesque, mientras estaba de gira con su banda, 100 Monkeys. Contrajeron matrimonio a finales de septiembre de 2013 en una ceremonia muy íntima en Malibú. Ambos tuvieron a su primer hijo, llamado Monroe Jackson Rathbone VI, el 5 de julio de 2012. Su amiga y coprotagonista de Crepúsculo, Nikki Reed, fue elegida como madrina del niño. El 31 de mayo de 2016, nació su segundo hijo, una niña llamada Presley Bowie Rathbone. Su tercero hijo, Felix Valleau Rathbone, nació el 1 de enero de 2020.

## Filmografía

### Cine
| Año  | Título                                    | Personaje             | Observaciones            |
| ---- | ----------------------------------------- | --------------------- | ------------------------ |
| 2005 | River's End                               | Jimmy                 |                          |
| 2006 | Pray for Morning                          | Connor                |                          |
| 2007 | The Valley of Light                       | Travis                | Película para televisión |
| 2007 | Big Stan                                  | Robbie el hippie      |                          |
| 2008 | Senior Skip Day                           | Snippy                | Corto                    |
| 2008 | Crepúsculo                                | Jasper Hale           |                          |
| 2009 | Donnie Darko: La secuela                  | Jeremy                |                          |
| 2009 | Dread                                     | Stephen Grace         |                          |
| 2009 | Hurt                                      | Conrad Coltrane       |                          |
| 2009 | The Twilight Saga: New Moon               | Jasper Hale           |                          |
| 2010 | The Twilight Saga: Eclipse                | Jasper Hale           |                          |
| 2010 | The Last Airbender                        | Sokka                 |                          |
| 2010 | Young Again                               | Adult Ethan           | Corto                    |
| 2010 | Girlfriend                                | Russ                  |                          |
| 2011 | The Twilight Saga: Breaking Dawn - Part 1 | Jasper Hale           |                          |
| 2012 | The Twilight Saga: Breaking Dawn - Part 2 | Jasper Hale           |                          |
| 2012 | Zombie Hamlet                             | Purista shakespiriano | No acreditado            |
| 2012 | Cowgirls y ángeles                        | Justin Wood           |                          |
| 2013 | Live at the Foxes Den                     | Bobby Kelly           |                          |
| 2013 | The Magic Bracelet                        | Geoff                 | Corto                    |
| 2014 | The Concerto                              | Eddie Conway          |                          |
| 2015 | City of Dead Men                          | Jacob                 |                          |
| 2017 | Justice                                   | Thomas McCord         |                          |
| 2018 | Samson                                    | Rallah                |                          |

### Televisión
| Año       | Título             | Rol            | Notas                                                     |
| --------- | ------------------ | -------------- | --------------------------------------------------------- |
| 2005      | Fiscal Chase       | Scott Fields   | 1 episodio: "Romeo and Juliet Murders"                    |
| 2005      | Disney 411         | Reportero      | "Hilary Duff2"- "Disneyland 50th Anniversary Celebration" |
| 2005-2006 | Beautiful People   | Nicholas Fiske |                                                           |
| 2006      | The O.C            | Justin         | 2 episodios                                               |
| 2007      | La Guerra en Casa  | Dylan          | 2 episodios                                               |
| 2008      | The Cleaner        | Joey           | 1 episodio: "Back to One"                                 |
| 2009      | Criminal Minds     | Adam/Amanda    | 1 episodio: "Conflicted"                                  |
| 2010      | No Ordinary Family | Trent Stafford | 1 episodio: "No Ordinary Visitors"                        |
| 2013      | White Collar       | Nate Osbourne  | 1 episodio: "Shoot The Moon"                              |
| 2013      | NTSF:SD:SUV        | Jesse James    | 1 episodio: "The Great Train Stoppery"                    |
| 2011-2013 | Aim High           | Nick Green     |                                                           |
| 2015      | Finding Carter     | Jared          |                                                           |
| 2017      | The Last Ship      | Giorgio        | Cuarta Temporada                                          |

### Vídeos
| Año  | Tema         | Banda       |
| ---- | ------------ | ----------- |
| 2011 | Modern Times | 100 Monkeys |

## Discografía
| Año  | Álbum |
| ---- | --- |
| 2009 | Monster de Lux |
| 2009 | Creative Control Live |
| 2009 | Grape |
| 2010 | Live and Kickin Part One 1. "The Fair" 2. "Orson Brawl" 3. "Kolpix" 4. "Made of Gold" 5. "Ugly Girl" 6. "Little Black Book" 7. "Looker" 8. "Shock and Fight" 9. "Grocery Store No More" 10. "Wings on Fire" 11. "Sleeping Giants" 12. "LDF" 13. "Wasteland Too" |
| 2011 | Liquid Zoo |

## Premios
| Año  | Premio        | Categoría              | Película                     | Resultado |
| ---- | ------------- | ---------------------- | ---------------------------- | --------- |
| 2011 | Razzie Awards | Mejor actor de reparto | Eclipse & The Last Airbender | Ganador   |